# 枯草桿菌
枯草桿菌（學名：Bacillus subtilis）也称枯草芽孢桿菌，是芽孢桿菌屬的一種細菌，為革蘭氏陽性的好氧性菌，普遍存在於土壤及植物體表，在人體亦可發現在腸道內共生的枯草桿菌。型態上的主要特徵是菌體表面生有鞭毛，體內形成的內生孢子可抵抗惡劣的外在環境而存活。最近的研究顯示，枯草桿菌其實並不全然是好氣性的。枯草桿菌在食品和飼料添加劑上廣泛使用，如日本人使用該菌的納豆亞種（var. natto）將黃豆發酵成為納豆和韓國料理中的清麴醬，近年來使用在種子保護及生物防治上，也經常被拿來應用。臨床醫學上是屬於安全性的有益微生物。在水產養殖中常以飼料添加劑的角色作為應用。

## 應用
- 水產養殖 : 益生菌可以有效的改善動物的腸道菌相以促進其成長及免疫等效果，而水產養殖所使用的益生菌中，B. subtilis 的應用相當廣泛，例如[2]，
- Rajesh等人 (2008) 的研究中表明，在飼料中添加 B. subtilis 可以提升鯪魚 (Labeo rohita) 在受到產氣單胞菌 (Aeromonas hydrophila) 感染後的存活率，顯示 B. subtilis 可以在提高綾魚受到病原菌感染後的免疫反應[3]。
- Hardi 等人在水中直接添加持續 8 周後，不僅改善白蝦生長環境，也有效增加白蝦的免疫力，顯示枯草桿菌可以改善水質並提高蝦體免疫能力。[4]
- 飼料中添加B. subtilis和殼聚醣可以提高海鱺 (Rachycentron canadum)的抗病力[5]。
- 飼料中添加適量的B. subtilis 可以提升白蝦的成長[6]。

## 外部連結
维基共享资源上的相關多媒體資源：枯草桿菌
- SubtiWiki （页面存档备份，存于） "up-to-date information for all genes of Bacillus subtilis"
- Bacillus subtilis Final Risk Assessment （页面存档备份，存于） on EPA.gov
- Bacillus subtilis genome browser （页面存档备份，存于）
- Type strain of Bacillus subtilis at BacDive -  the Bacterial Diversity Metadatabase （页面存档备份，存于）

1. ↑  簡晉成. . 屏東科技大學水產養殖系所學位論文. 2020-01-01. doi:10.6346/NPUST202000296.
2. ↑  簡晉成. . 屏東科技大學水產養殖系所學位論文. 2020-01-01. doi:10.6346/NPUST202000296.
3. ↑  Kumar, Rajesh; Mukherjee, S. C.; Ranjan, Ritesh; Nayak, S. K. . Fish & Shellfish Immunology. 2008-02, 24 (2)  [2024-12-03]. ISSN 1050-4648. PMID 18060807. doi:10.1016/j.fsi.2007.10.008. （原始内容存档于2025-02-02）.
4. ↑  Hardi, Esti Handayani; Kusuma, Irawan Wijaya; Suwinarti, Wiwin; Saptiani, Gina; Agustina, Agustina. . 2016  [2024-12-03]. （原始内容存档于2024-12-09） （英语）.
5. ↑  Geng, Xu; Dong, Xiao-Hui; Tan, Bei-Ping; Yang, Qi-Hui; Chi, Shu-Yan; Liu, Hong-Yu; Liu, Xian-Qin. . Fish & Shellfish Immunology. 2011-09, 31 (3)  [2025-01-23]. ISSN 1095-9947. PMID 21693191. doi:10.1016/j.fsi.2011.06.006. （原始内容存档于2025-06-24）.
6. ↑  Liu, C.-H.; Chiu, C.-S.; Ho, P.-L.; Wang, S.-W. . Journal of Applied Microbiology. 2009-09, 107 (3)  [2025-01-23]. ISSN 1365-2672. PMID 19320951. doi:10.1111/j.1365-2672.2009.04284.x. （原始内容存档于2025-06-24）.